# Mick Wallace

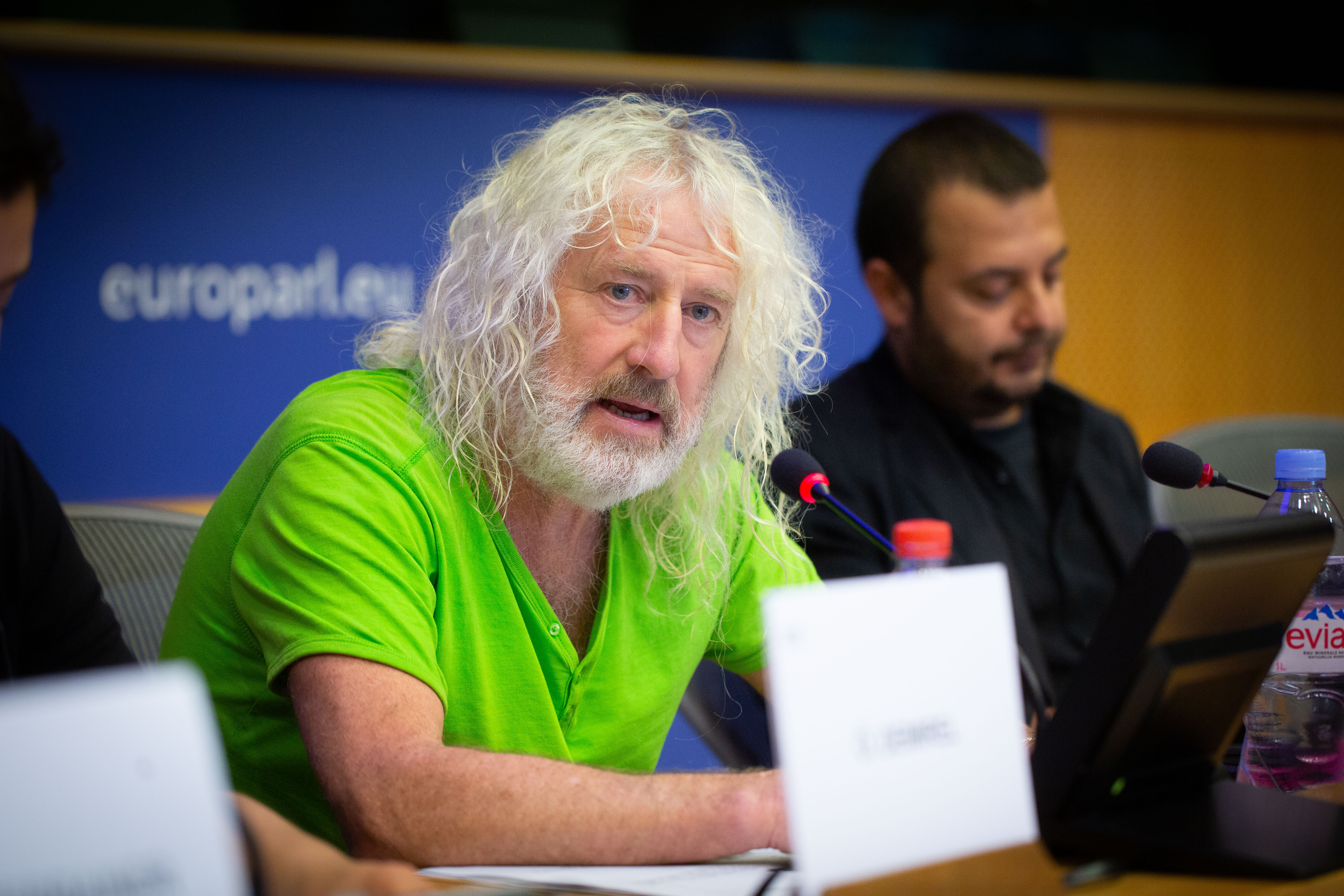
Mick Wallace (2019)

Michael „Mick“ Wallace (* 9. November 1955 in Wellington Bridge, County Wexford) ist ein irischer Geschäftsmann, Aktivist und Politiker. Wallace, der durch provokante Aussagen regelmäßig Aufsehen in den irischen Medien erregt, war von Februar 2011 bis Juli 2019 Teachta Dála im Dáil Éireann. Seit der Europawahl 2019 war er Mitglied des Europäischen Parlaments als Teil der GUE/NGL-Fraktion. Bei der Wahl am 7. Juni 2024 verlor er sein Mandat wieder. Im März 2025 nahm er gemeinsam mit Clare Daly an einer Palästina-Konferenz der Huthi im Jemen teil.

## Leben

### Ausbildung und Karriere
Mick Wallace wurde am 9. November 1955 in Wellington Bridge in Wexford als eines von zwölf Kindern geboren. Nach seiner Schulausbildung studierte er Englisch, Geschichte und Philosophie am University College Dublin auf Lehramt. Das Studium schloss er 1983 ab. Wallace wechselte jedoch nicht in den Schuldienst, sondern in die Privatwirtschaft.
2007 gründete Wallace den Fußballverein Wexford Youths, den er für drei Saisons auch leitete.

### Irische Politik

Wallace im Europäischen Parlament (2019)

2011 kandidierte Wallace erstmals für die irischen Parlamentswahlen als unabhängiger Kandidat im Wahlkreis Wexford. Während seiner ersten Amtszeit als Teachta Dála gründete er zusammen mit anderen Mitstreitenden die sozialistische Partei Independents 4 Change. Politisch engagierte er sich vor allem gegen den Sparkurs der Regierung. Gleichermaßen erregte er in den irischen Medien Aufmerksamkeit aufgrund seines Lebensstils und seinen farbenfrohen T-Shirts, als auch aufgrund seiner Steuerprobleme und Insolvenzen.
Bei den Parlamentswahlen 2016 kandidierte Wallace erneut im Wahlkreis Wexford, bei diesem Mal als Kandidat der von ihm gegründeten Partei Independents 4 Change, er verteidigte sein Mandat. Mit der Wahl in das Europaparlament schied er 2019 aus dem Dáil Éireann aus.
Nach seinem Aus bei der Europawahl 2024 versuchte er erneut, bei den Wahlen zum Dáil Éireann 2024 im Wahlkreis Wexford für Independents 4 Change anzutreten, scheiterte aber.

### Europapolitik
Im April 2019 entschied sich Wallace zusammen mit seiner Mitstreiterin Clare Daly als Unabhängiger für die Europawahlen zu kandidieren. Vor allem die zunehmende Bedeutung der Europäischen Union auf Irland in Zeiten des Brexits hätten die beiden motiviert.
Bei der Wahl gewann Wallace mit 11,37 Prozent der Präferenzwahlstimmen direkt eines der fünf Mandate im Europawahlkreis Südirland. Zusammen mit Clare Daly, die ebenfalls ein Mandat im Europawahlkreis Dublin gewann, traten beide der Konföderalen Fraktion der Vereinten Europäischen Linken/Nordische Grüne Linke bei. Für die Fraktion war Wallace Mitglied im Ausschuss für Umweltfragen, öffentliche Gesundheit und Lebensmittelsicherheit sowie im Unterausschuss für Sicherheit und Verteidigung. Des Weiteren war er stellvertretendes Mitglied im Ausschuss für auswärtige Angelegenheiten.
2024 schied er aus dem Europäischen Parlament aus. 

### Privat
Wallace war von 1979 bis 1992 verheiratet, aus dieser ersten Ehe hat er zwei Kinder. Aus einer zweiten Beziehung aus den 1990er Jahren hat Wallace zwei weitere Kinder.